# Trioza magna
Trioza magna är en insektsart som beskrevs av Shinji Kuwayama 1910. Trioza magna ingår i släktet Trioza och familjen spetsbladloppor. Inga underarter finns listade i Catalogue of Life.